# Clotario III
Clotario III, nacido en el año 652, era el primogénito de los tres hijos de Clodoveo II. Fue rey de Neustria y de Borgoña desde el año 657 hasta su muerte el año 673 y rey de los francos baja la tutela de su madre Batilda y de Ebroín, mayordomo de palacio.
A la muerte de su padre, en el año 657, se convierte en gobernante de Neustria y Borgoña a la edad de cinco años, pero el poder real lo ejerce Ebroín. Este hace imponer su autoridad, matando al abad de Autun, Leger, que estaba apoyado por Pipino de Landen, mayordomo de Austrasia. A la muerte de Sigeberto III se lanzó contra el usurpador Childeberto, adoptado por Sigeberto a instancias de su mayordomo Pipino. En el 661 consigue derrotar a Childeberto y hacerse con Austrasia.
Finalmente en el 662, Clotario fue desposeído de Austrasia en favor de su hermano Childerico II, conservando únicamente el gobierno de Neustria y Borgoña, hasta su muerte en el año 673.
Se casó con Amatilda, y murió sin descendencia, pero durante algún tiempo Ebroín creyó que tenía un hijo, posiblemente Clodoveo III.